# ア・サウザンド・リーヴズ
『ア・サウザンド・リーヴズ』（A Thousand Leaves）は、1998年に発売されたソニック・ユースのアルバムである。このアルバムはニューヨーク市マンハッタン区にある彼らのプライベートスタジオエコー・キャニオンで収録された初めての作品である。
CDラベルに書かれているmille-feuilleとはミルフィーユのことでサウザンド・リーヴズのフランス語表記である。

## 収録曲
1. コントル・ル・セクシズム - Contre le Sexisme (3:52)
2. サンデー - Sunday (4:52)
3. フィーメル・メカニック・ナウ・オン・デューティ - Female Mechanic Now on Duty (7:44)
4. ワイルドフラワー・ソウル - Wild Flower Soul (9:01)
5. ホアフロスト - Hoarfrost (4:58)
6. フレンチ・ティクラー - French Tickler (4:50)
7. ヒッツ・オブ・サンシャイン(フォー・アレン・ギンズバーグ) - Hits of Sunshine (For Allen Ginsberg) (10:59)
8. カレン・コルトレーン - Karen Koltrane (9:18)
9. ジ・イネファブル・ミー - neffable Me (5:18)
10. スネア、ガール - Snare, Girl (6:38)
11. ヘザー・エンジェル - Heather Angel (6:06)